# Partido Comunista dos Estados Unidos
O Partido Comunista dos Estados Unidos da América (PCEUA; Communist Party USA em inglês, ou CPUSA) é um partido político marxista-leninista dos Estados Unidos. Na primeira metade do século XX, foi o maior e mais influente partido comunista do país, e seus membros desempenharam um papel essencial no movimento trabalhista estadunidense, da década de 1920 aos anos 1940. Teve importante participação na organização dos sindicatos industriais e defendeu os direitos civis dos afro-americanos durante este período, tendo sobrevivido às perseguições políticas da época do macartismo e a várias tentativas de supressão por parte do governo dos Estados Unidos, na primeira parte de sua existência.[carece de fontes?]
Com a dissolução da União Soviética em 1991, o partido passa a viver no ostracismo sem conseguir eleger sequer um vereador em qualquer cidade americana, porém com a chegada do século XXI e suas crises o partido começa a ter uma nova onda de crescimento, ainda que pequena, mas significativa relativa ao seu próprio tamanho. Em 2019, o partido conseguiu um assento no conselho de cidade de Ashland, Wisconsin.[carece de fontes?]